# Shahab 3

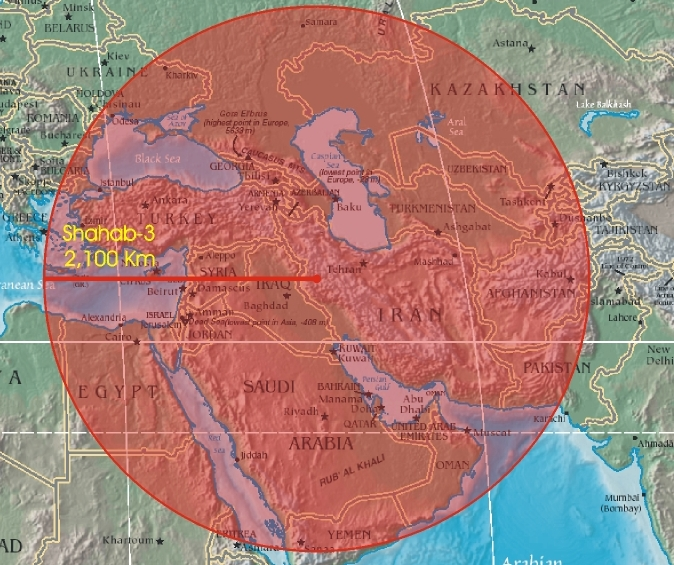
Zasięg zmodernizowanej rakiety Shahab-3.

Shahab 3 – irański pocisk balistyczny typu MRBM o zasięgu 1300-1700 km (oraz zmodernizowana wersja o zasięgu 2100 km), opracowany na podstawie pocisku rakietowego Rodong-1. Pocisk posiada silnik na paliwo ciekłe. Obecnie Iran posiada 25-100 tego typu pocisków. Iran prowadzi pracę nad pociskami Shahab 4, Shahab 5, z niepotwierdzonych informacji wynika, że rozpoczęto również prace nad generacją Shahab 6 (na bazie północnokoreańskiego międzykontynentalnego pocisku balistycznego Taep’o-dong 2).
Charakterystyka rakiety balistycznej Shahab 3:
- Średnica: 1.2 m
- Maksymalna prędkość lotu: 5500 km/h
- Zasięg: 2100 km
- Głowica: jedna 990 kg lub pięć 280 kg

Zmodernizowane pociski Shahab 3 i kolejne wersje z serii Shahab, oraz atomowy program Iranu, są powodami dla których USA wraz ze swoimi sojusznikami buduje system tarczy antyrakietowej. Shahab-3 może atakować ważne cele na całym Bliskim Wschodzie takie jak np.: Cieśninę Ormuz, kanał Sueski, bazy amerykańskich sił zbrojnych, czy strategicznych sojuszników (Izrael).